# Asphodeline cilicica
Asphodeline cilicica är en grästrädsväxtart som beskrevs av Tuzlaci. Asphodeline cilicica ingår i släktet junkerliljor, och familjen grästrädsväxter. Inga underarter finns listade i Catalogue of Life.